# نقطه آبی کمرنگ (کتاب)
نقطه آبی کمرنگ: چشم‌انداز آینده بشر در فضا (انگلیسی: Pale Blue Dot: A Vision of the Human Future in Space) یک کتاب از کارل سیگن است که توسط انتشارات رندم هاوس منتشر شد.

## گزیده‌ای از کتاب
کارل سیگن عنوان کتاب را به تبعیت از این تصویر نقطه آبی کمرنگ انتخاب نمود. در بخش مشهوری از کتاب که در ادامه آمده وی نقطه نظراتش را عمیق‌تر بیان می‌کند:

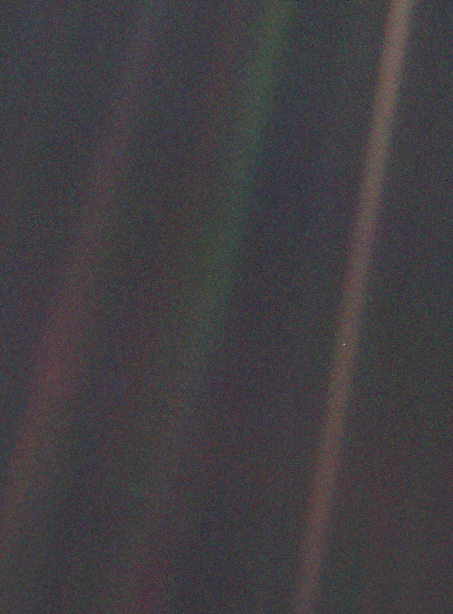
تصویری که به «نقطه آبی‌کم‌رنگ» مشهور گردید. زمین از فاصله ۶ میلیارد کیلومتری (۳٫۷ میلیارد مایلی) نقطه کوچکی در اعماق تاریک فضا به نظر می‌رسد (لکه بسیار کوچک سفید در قسمت سمت راست پایین تصویر، در میانه نوار قهوه‌ای کره زمین است). این تصویر در ۱۴ فوریه سال ۱۹۹۰ توسط سفینه وُیجر ۱ گرفته شد.

از این دیدگاه مسلط دورافتاده، زمین ممکن است هیچ علاقه خاصی را بر نه انگیزاند. اما برای ما، این فرق می‌کند. دوباره به آن نقطه نگاه کن. آن نقطه همین‌جاست. آن نقطه خانه است. آن نقطه ماییم. بر روی آن هر که را دوست داری، هر که را که می‌شناسی، هر آن‌که تابه‌حال نامش را شنیده‌ای، هر انسانی که تاکنون بوده‌است، زندگی‌شان را سپری نموده‌اند. جمعِ تمامی خوشی‌ها و رنج‌هایمان، هزاران دین مطمئن، ایدئولوژی‌ها و دکترین‌های اقتصادی، هر شکارچی و گردآورنده‌ای، هر قهرمان و بُزدلی، هر خالق و نابودکنندهٔ تمدنی، هر شاه و رعیتی، هر زوج جوان عاشقی، هر مادر و پدری، هر بچه امیدواری، هر مخترع و کاشفی، هر معلمِ اخلاقی، هر سیاست‌مدار فاسدی، هر «فوق ستاره‌ای»، هر «رهبر اعلی‌ای»، هر قدّیس و گنه‌کاری در تاریخ گونهٔ ما آنجا زندگی کرده‌است، بر روی ذرّهٔ گردی معلّق در یک شعاع نور.
زمین صحنه بسیار کوچکی در عرصهٔ وسیع گیتی است. به رودهای خونی که توسط ژنرال‌ها و امپراتورها ریخته شده تا باافتخار و پیروزمند، بتوانند اربابان زودگذر جزئی از یک نقطه شوند، به بی‌رحمی‌های بی‌شماری که از ساکنان یک‌گوشهٔ این نقطه علیه ساکنان مشابه گوشه‌ای دیگر سرزده بیندیش، چه مکرّر است عدم تفاهم‌هایشان، چه مشتاق‌اند به کشتن یکدیگر، چه پُرحرارت است نفرت‌هایشان.
رفتارهایمان، خودمهم‌بینی خیالی‌مان، توّهم این‌که یک جایگاه ویژه در عالم داریم، توسط این نقطه کم‌نور به چالش کشیده شده‌است. سیاره ما یک ذرّهٔ تنهای احاطه‌شده در تاریکی عظیم کیهانی است. در گمنامی‌مان، در تمامی این وسعت، هیچ نشانی از این‌که کمکی از جایی دیگر برای حفظمان از خودمان، برسد نیست.
زمین تنها دنیای شناخته‌شده‌ای است که تاکنون زندگی را پناه داده‌است. هیچ‌کجای دیگری نیست، حداقل در آینده نزدیک که گونهٔ ما بتواند به آن هجرت کند. سر زدن، شاید، اقامت هنوز خیر. خوشتان بیاید یا نه در حال حاضر زمین جایی است که ما موضعمان را می‌گیریم.
گفته‌شده‌است که نجوم یک تجربهٔ متواضع کننده و شخصیت ساز است. شاید هیچ اثباتی برای حماقتِ غرور بشری بهتر از این تصویرِ دور، از دنیای کوچکمان نباشد. برای من، این تأکیدی بر مسئولیتمان است که با یکدیگر مهربان‌تر رفتار کنیم و نقطه آبی کم‌رنگ، تنها خانه‌ای که تاکنون شناخته‌ایم را گرامی داشته، محافظت نماییم.
— Carl Sagan، Pale Blue Dot: A Vision of the Human Future in Space (1994), 1997 reprint, pp. xv–xvi